# Baltimore Orioles
Baltimore Orioles je američka profesionalna bejzbolska momčad sa sjedištem u Baltimoreu, Marylandu koja se natječe unutar Major League Baseballa (MLB-a). Članovi su istočne divizije American Leaguea (AL-a). Kao jedan od AL-ovih osam klubova kada je liga osnovana 1901. s predsjednikom Banom Johnsonom; ovaj klub je proveo prve godine kao velikoligaški klub u Milwaukeeju, Wisconsinu pod imenom "Milwaukee Brewers" prije nego što su se preselili u St. Louis, Missouri kako bi postali "St. Louis Browns". Nakon 52 godine, često pod pritiskom, u St. Louisu, klub su u studenom 1953. kupili baltimorski poduzetnici pod vodstvom Clarencea Milesa. Klub se službeno preselio u Baltimore za MLB-ovu sezonu 1954. i usvojio povijesni naziv "Orioles" u čast baltimorskoj zlatki, službenoj državnoj ptici Marylanda. Isti naziv su koristili prijašnji velikoligaški i maloligaški bejzbolski klubovi u Baltimoreu, uključujući i klub koji će s vremenom postati New York Yankees. Među nadimcima momčadi su "O's" (en. O-ovi) i "Birds" (en. Ptice).
Oriolesi su doživjeli svoj najveći uspjeh između 1964. i 1983., kao i sredinom 1990-ih te su ukupno osvojili devet naslova Istočne divizije (1969. – 1971., 1973. – 1974., 1979., 1983., 1997., 2014.), šest naslova AL-a (1966., 1969. – 1971., 1979., 1983.), tri naslova World Seriesa (1966, 1970, 1983) i pet Nagrada za najvrjednijeg igrača (igrač na trećoj bazi, Brooks Robinson 1964.; vanjski igrač, Frank Robinson 1966.; igrač na prvoj bazi, Boog Powell 1970. i shortstop, Cal Ripken, Mlađi 1983. i 1991.).
Kao povijesni velikoligaški klub, Oriolesi su pretrpjeli 14 gubitnih sezona zaredom, od 1998. do 2001. godine. Međutim, momčad se istakla pobjedonosnim sezonama od 2012., kada su se kvalificirali za posezonu po prvi put od 1997. godine. Nakon što su propustili doigravanja 2013., pridobili su sidrište za sezonu 2014., osiguravši divizijski naslov pa zatim krenuli na prvenstvo American Leaguea po prvi put u 17 godina nakon što su počistili Detroit Tigerse. Oriolesi su također poznati po svojem uspješnom stadionu, Oriole Parku na Camden Yardsu, koji se otvorio 1992. u donjem gradu Baltimorea.

## Uspjesi

### Finale World Seriesa
Oriolesi su osvojili tri naslova World Seriesa. Najnoviji je osvojen 1983., pod vodstvom trenera Joea Altobellija, kad su pobijedili Philadelphia Philliese u pet utakmica.
| Sezona                                  | Trener                                  | Protivnik                               | Rezultat                                | Rekord |
| --------------------------------------- | --------------------------------------- | --------------------------------------- | --------------------------------------- | ------ |
| 1966.                                   | Hank Bauer                              | Los Angeles Dodgers                     | 4–0                                     | 97–63  |
| 1970.                                   | Earl Weaver                             | Cincinnati Reds                         | 4–1                                     | 108–54 |
| 1983.                                   | Joe Altobelli                           | Philadelphia Phillies                   | 4–1                                     | 98–64  |
| Ukupno osvojenih naslova World Seriesa: | Ukupno osvojenih naslova World Seriesa: | Ukupno osvojenih naslova World Seriesa: | Ukupno osvojenih naslova World Seriesa: | 3      |

### Prvaci AL-a
| 1983. 1966. | 1979. 1944. | 1971. | 1970. | 1969. |

### Prvaci Istočne divizije AL-a
| 2014. 1973. | 1997. 1971. | 1983. 1970. | 1979. 1969. | 1974. |

## Umirovljeni brojevi
Oriolesi će umiroviti broj samo kada njihov igrač bude primljen u Dvoranu slavnih nacionalnog bejzbola, dok je Cal Ripken, Mlađi jedina iznimka. Međutim, Oriolesi su postavili moratorijume na druge brojeve bivših igrača Oriolesa nakon njihove smrti (pogledajte napomenu ispod). Do danas, Oriolesi su umirovili sljedeće brojeve:
| Broj | Ime igrača        | Pozicija   | Umirovljen        |
| ---- | ----------------- | ---------- | ----------------- |
|      | Earl Weaver       | trener     | 19. rujna 1982.   |
|      | Brooks Robinson   | 3B         | 14. travnja 1978. |
|      | Cal Ripken, Mlađi | SS, 3B     | 6. kolovoza 2001. |
|      | Frank Robinson    | RF, trener | 1972.             |
|      | Jim Palmer        | P          | 1. rujna 1985.    |
|      | Eddie Murray      | 1B, DH     | 7. lipnja 1998.   |

| Broj | Ime igrača      | Počašćen                       |
| ---- | --------------- | ------------------------------ |
|      | Jackie Robinson | Širom MLB-a, 15. travnja 1997. |

Napomena: Broj 7 Cala Ripkena, Starijeg, broj 44 Elroda Hendricksa i broj 46 Mikea Flanagana nisu umirovljeni, ali je postavljen moratorijum na njih te ih momčad nikome nije dodijelila nakon njihove smrti.

## Članovi Dvorane slavnih
| Baltimore Oriolesovi članovi Dvorane slavnih                 |                                                       |                                                     |                                                           |                                                       |                                       |  |
| Članstvo prema Dvorani slavnih i muzeju nacionalnog bejzbola |                                                       |                                                     |                                                           |                                                       |                                       |  |
| Milwaukee Brewers                                            |                                                       |                                                     |                                                           |                                                       |                                       |  |
|                                                              |                                                       |                                                     | Hugh Duffy                                                |                                                       |                                       |  |
| St. Louis Browns                                             |                                                       |                                                     |                                                           |                                                       |                                       |  |
|                                                              | Jim Bottomley Willard Brown Jesse Burkett Earle Combs | Dizzy Dean Rick Ferrell Goose Goslin Rogers Hornsby | Tommy Lasorda Heinie Manush Christy Mathewson Joe Medwick | Satchel Paige Eddie Plank Branch Rickey George Sisler | Bill Veeck Rube Waddell Bobby Wallace |  |
| Baltimore Orioles                                            |                                                       |                                                     |                                                           |                                                       |                                       |  |
|                                                              | Roberto Alomar Luis Aparicio Pat Gillick              | Whitey Herzog Reggie Jackson George Kell            | Eddie Murray Jim Palmer Cal Ripken, Mlađi Robin Roberts   | Brooks Robinson Frank Robinson Earl Weaver            | Hoyt Wilhelm Dick Williams            |  |

## Vanjske poveznice
- Službena stranica  Arhivirana inačica izvorne stranice od 2. veljače 2011. (Wayback Machine)
- Waldman, Ed.: "Prodano! Angelos lupio '93. optrčavanje," The Baltimore Sun, 1. kolovoz 2004.  Arhivirana inačica izvorne stranice od 29. listopada 2004. (Wayback Machine)
- Kolekcija fotografija St. Louis Brownsa na Sveučilištu Missouri – St. Louis